# أدب الكاتب (كتاب)
أدب الكاتب كتاب كتبه الأديب اللغوي النحوي الشهير ابن قتيبة الدينوري المتوفى سنة 276 هجرية. ذكرَ جُملةً من الآداب النظرية والعملية التي ينبغي لكل من تصدى للكتابة أن يتأدب بها، والتي يمكن أن نسميها في عصرنا هذا: الثقافةَ الضروريةَ للكاتب.
أراد مؤلف الكتاب أن يجعل من الكتاب رفيقًا لكل كاتب ينوي تقويم لسانه ويده، وقد أثنى ابن خلدون في مقدمته على كتاب ابن قتيبة فقال:«وسمعنا من شيوخنا في مجالس التعليم أن أصول هذا الفن (أي: اللغة والأدب) وأركانه أربعة دواوين وهي: أدب الكاتب لابن قتيبة، وكتاب الكامل للمبرد، وكتاب البيان والتبيين للجاحظ، وكتاب النوادر لأبي على القالي البغدادي، وما سوى هذه الأربعة فتوابع لها وفروع عنها».
والمقصود من كل هذا أنه لا بد من إحياء فقه الكتابة وذلك بالالتزام بأدب الكاتب حتى تقوم حركة الكتابة بما يناسب عصرنا وثقافتنا، فبالإضافة إلى إتقان الكتابة ومحاولة تجنب الأخطاء اللغوية ما أمكن، ينبغي على الكاتب أن يقدر وقت القراء، وأن يقدم لهم مادة ثقافية يحس من قرأها أنه لم يهدر وقته سدىً، ولم يضيع دقائق عمره عبثاً، إذ الكتابةُ بحق : فنُّ صناعةِ الأفكار، والكتابةُ الهادفةُ معاناةٌ طويلة، يسبقها تنقيح للأفكار وترتيب لها، ومن ثَمَّ يقدمها الكاتب الهادف إلى القاريء على طبق من ذهب وهو سعيدٌ بذلك غاية السعادة دون أن يصاب ذلك القاريء بعسر هضم فكري، بعيداً عن النقد الهدام، والمراوغة الفاشلة.
ولذلك قال القائل (الإمام الشافعي):

## طبعات الكتاب
طبع كتاب أدب الكاتب مرات عديدة، وهذه الطبعات متفاوتة من حيث الدقة والمنهج المستعمل في إخراج الكتاب، ومن أشهر هذه الطبعات نذكر:
- طبعة المكتبة التجارية بمصر سنة 1963 بتحقيق محمد محيي الدين عبد الحميد.
- طبعة مؤسسة الرسالة، والتي حققها واعتنى بها محمد الدالي.
- طبعة مؤسسة الرسالة سنة 1429 هجرية الموافق ل 2008 ميلادية، بتحقيق علي محمد زينو.

## شروحات الكتاب
- شرح أدب الكاتب لإسحاق بن إبراهيم الفارابي.
- شرح خطبة أدب الكاتب لعبد الباقي بن محمد.
- الاقتضاب في شرح أدب الكتاب.
- شرح أدب الكاتب لسليمان بن محمد الزهراوي.
- شرح خطبة أدب الكاتب لأبي الكرم المبارك بن الفاخر بن محمد بن يعقوب
- شرح أدب الكاتب للجواليقي.
- شرح أدب الكاتب لأحمد بن داود الجذامي.
- شرح خطبة أدب الكاتب للزجاجي.
- تلخيص أدب الكاتب لطاهر بن صالح الجزائري

## وصلات خارجية
- كتاب أدب الكاتب على موقع أرشيف من مجموعة جامعة تورنتو.
- أفضل طبعة كتاب أدب الكاتب على مكتبة اليسر.